# Ufficio delle Nazioni Unite per gli affari legali
L'Ufficio delle Nazioni Unite per gli Affari Legali (abbr. OLA dall'inglese Office of Legal Affairs) è un ufficio indipendente dell'ONU, con sede nel Palazzo di Vetro, che ha il compito di occuparsi degli affari legali dell'organizzazione, della costituzione di trattati internazionali nel rispetto della giurisdizione dei vari stati e nel risolvere le dispute legali tra gli stati membri.
L'ufficio fu creato nel 1946, dal settembre 2013 il sottosegretario generale per gli affari legali è il diplomatico portoghese Miguel de Serpa Soares.
L'OLA è composto da 6 divisioni:
- Ufficio del consigliere legale;
- Divisione delle questioni giuridiche generali;
- Divisione della codificazione;
- Divisione per gli affari marittimi e della legge marina;
- Divisione per la legge del commercio internazionale;
- Sezione trattati.